# Штамхам (Инголштат)
Штамхам (њем. Stammham) општина је у њемачкој савезној држави Баварска. Једно је од 30 општинских средишта округа Ајхштет. Према процјени из 2010. у општини је живјело 3.678 становника. Посједује регионалну шифру (AGS) 9176161.

## Географски и демографски подаци
Штамхам се налази у савезној држави Баварска у округу Ајхштет. Општина се налази на надморској висини од 483 метра. Површина општине износи 39,0 km². У самом мјесту је, према процјени из 2010. године, живјело 3.678 становника. Просјечна густина становништва износи 94 становника/km².